# Cotul Bainschi, Adâncata
Cotul Bainschi, întâlnit și sub forma Cutul Bainschi sau Cotul Bainețului (între 1942-1944) (în ucraineană Кут, transliterat Kut, în rusă Кут și în germană Kotul Bainski) este un sat în raionul Adâncata din regiunea Cernăuți (Ucraina), depinzând administrativ de comuna Lucovița. Are 439 locuitori, preponderent ucraineni (ruteni).
Satul este situat la o altitudine de 258 metri, în partea de nord-est a raionului Adâncata.

## Istorie
Localitatea Cotul Bainschi a făcut parte încă de la înființare din regiunea istorică Bucovina a Principatului Moldovei.  
După anexarea Bucovinei de către Imperiul Habsburgic în anul 1775, localitatea Cotul Bainschi a făcut parte din Ducatul Bucovinei, guvernat de către austrieci, făcând parte din districtul Cernăuți (în germană Czernowitz).  
După Unirea Bucovinei cu România la 28 noiembrie 1918, satul Cotul Bainschi a făcut parte din componența României, în Plasa Cosminului a județului Cernăuți. Pe atunci, majoritatea populației era formată din ucraineni, existând și o comunitate de români. 
Ca urmare a Pactului Ribbentrop-Molotov (1939), Bucovina de Nord a fost anexată de către URSS la 28 iunie 1940, reintrând în componența României în perioada 1941-1944. Apoi, Bucovina de Nord a fost reocupată de către URSS în anul 1944 și integrată în componența RSS Ucrainene. 
Începând din anul 1991, satul Cotul Bainschi face parte din raionul Adâncata al regiunii Cernăuți din cadrul Ucrainei independente. Conform recensământului din 1989, numărul locuitorilor care s-au declarat români plus moldoveni era de 13 (9+4), reprezentând 3,06% din populație . În prezent, satul are 439 locuitori, preponderent ucraineni.

## Demografie
Componența lingvistică a localității Cotul Bainschi
     Ucraineană (98,63%)
     Alte limbi (1,36%)
Conform recensământului din 2001, majoritatea populației localității Cotul Bainschi era vorbitoare de ucraineană (98,63%), existând în minoritate și vorbitori de alte limbi.
1989: 425 (recensământ)
2007: 439 (estimare)

### Recensământul din 1930
Componența etnică a comunei Cotul Bainschi (județul Cernăuți)
     Români (21,95%)
     Ruteni (74,39%)
     Germani (3,66%)
Componența confesională a comunei Cotul Bainschi
     Ortodocși (97,07%)
     Romano-catolici (2,68%)
     Evanghelici/Luterani (0,25%)
Conform recensământului efectuat în 1930, populația comunei Cotul Bainschi se ridica la 410 locuitori. Majoritatea locuitorilor erau ruteni (74,39%), cu o minoritate de români (21,95%) și una de germani (3,66%). Din punct de vedere confesional, majoritatea locuitorilor erau ortodocși (97,07%), dar existau și romano-catolici (2,68%) și evanghelici/luterani (0,25%).